# Aupouria parvula
Aupouria parvula är en musselart som beskrevs av Powell 1937. Aupouria parvula ingår i släktet Aupouria och familjen Philobryidae. Inga underarter finns listade i Catalogue of Life.